# Collonges VS
| VS ist das Kürzel für den Kanton Wallis in der Schweiz. Es wird verwendet, um Verwechslungen mit anderen Einträgen des Namens Collonges zu vermeiden. |

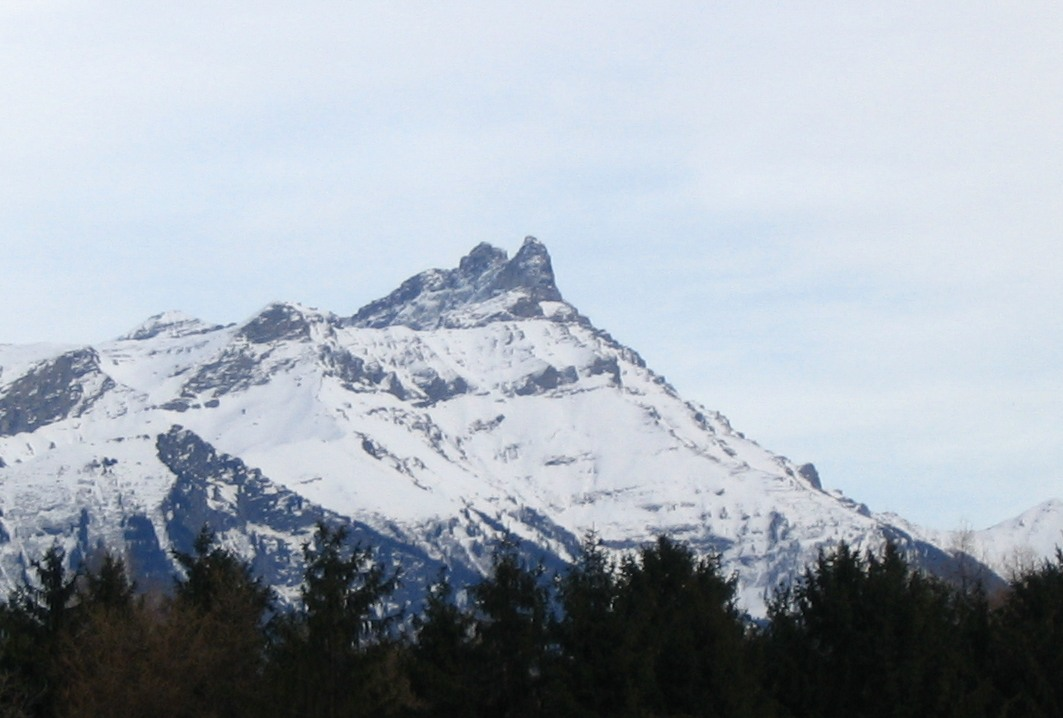
Dents de Morcles

Collonges ist eine politische Gemeinde und eine Burgergemeinde des Bezirks Saint-Maurice im französischsprachigen Teil des Kantons Wallis in der Schweiz.
Südlich von Collonges befindet sich eine der wenigen grösseren Windkraftanlagen der Schweiz.

## Geographie
Collonges liegt südöstlich von Saint-Maurice und nordwestlich von Martigny am Ostufer der Rhone, die bei Collonges von Süden nach Norden fliesst. Die Nachbargemeinden von Collonges sind im Norden Bex (VD), im Osten Fully, im Süden Dorénaz, im Westen Evionnaz, im Nordwesten Saint-Maurice und im Nordnordwesten Lavey-Morcles (VD).
Oberhalb der Ortschaft liegt das Naturschutzgebiet Maraîche de Plex.

## Bevölkerung
| Bevölkerungsentwicklung | Bevölkerungsentwicklung | Bevölkerungsentwicklung | Bevölkerungsentwicklung | Bevölkerungsentwicklung | Bevölkerungsentwicklung | Bevölkerungsentwicklung | Bevölkerungsentwicklung | Bevölkerungsentwicklung | Bevölkerungsentwicklung |
| ----------------------- | ----------------------- | ----------------------- | ----------------------- | ----------------------- | ----------------------- | ----------------------- | ----------------------- | ----------------------- | ----------------------- |
| Jahr                    | 1850                    | 1900                    | 1920                    | 1960                    | 2000                    | 2010                    | 2012                    | 2014                    | 2016                    |
| Einwohner               | 408                     | 402                     | 433                     | 301                     | 488                     | 584                     | 630                     | 703                     | 750                     |

## Persönlichkeiten
- Joseph Paccolat (1823–1909), Abtbischof von Saint-Maurice